# (8432) Tamakasuga
(8432) Tamakasuga es un asteroide perteneciente al cinturón de asteroides, región del sistema solar que se encuentra entre las órbitas de Marte y Júpiter.
Fue descubierto el 27 de diciembre de 1997 por Akimasa Nakamura desde el observatorio Astronómico de Kumakōgen.

## Designación y nombre
Designado provisionalmente como  1997 YD18, fue nombrado en honor a Ryoji Matsumoto (n. 1972), luchador de sumo japonés cuyo nombre profesional es Tamakasuga. Nacido en la prefectura de Ehime, donde se descubrió este planeta menor, se convirtió en luchador profesional en 1994. En 1996 fue ascendido a "Makunouchi", la primera división en la lista oficial de rango. Famoso por su poderoso "tsuki-oshi", o estilo de empujar-empujar, Tamakasuga ha ganado el Premio a la Actuación Sobresaliente, el Premio a la Técnica y el Premio al Espíritu de Lucha (dos veces) en sus 26 torneos.

## Características orbitales
Tamakasuga está situado a una distancia media del Sol de 3,171 ua, pudiendo alejarse hasta 3,687 ua y acercarse hasta 2,655 ua. Su excentricidad es 0,163 y la inclinación orbital 2,349 grados. Emplea 2062,23 días en completar una órbita alrededor del Sol.
Los próximos acercamientos a la órbita de Júpiter ocurrirán el 30 de septiembre de 2047, el 16 de agosto del 258 y el 6 de agosto de 2069.
Pertenece a la familia de asteroides de (24) Themis.

## Características físicas
La magnitud absoluta de Tamakasuga es 15,33. Tiene 11,156 km de diámetro y su albedo se estima en 0,071.